# Дедово
Де́дово (болг. Дедово) — село в Пловдивській області Болгарії. Входить до складу общини Родопи.

## Населення
За даними перепису населення 2011 року у селі проживали 54 особи, з них 13 осіб (92,9%) — болгари.
Розподіл населення за віком у 2011 році:
Динаміка населення: